# 31 de dezembro
31 de dezembro é o 365.º dia do ano no calendário gregoriano (366.º em anos bissextos). Faltam 0 dias para acabar o ano.

## Eventos históricos

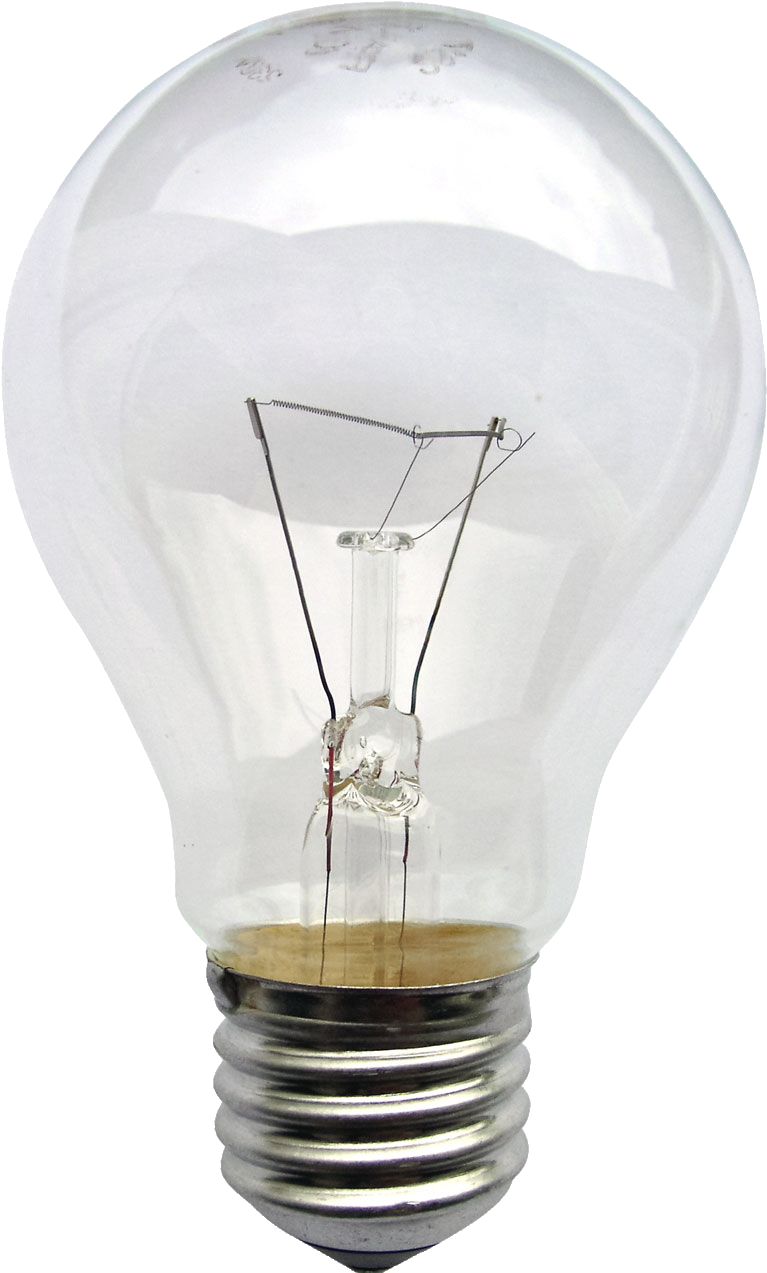
1879: A lâmpada incandescente

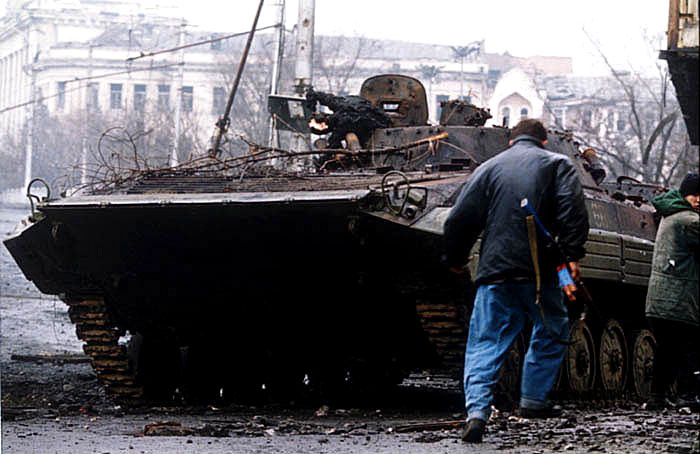
1994: Batalha de Grózni (1994–1995)

- 0406 — Os vândalos cruzam o Reno para invadir a Gália.
- 0535 — O general bizantino Belisário completa a conquista da Sicília, derrotando a guarnição gótica de Palermo (Panormos) e encerrando seu consulado para o ano.
- 1105 — Sacro Imperador Romano Henrique IV é forçado a abdicar em favor de seu filho, Henrique V.[1]
- 1229 — Jaime I, o Conquistador, rei de Aragão, entra em Medina Mayurqa (agora conhecida como Palma, Espanha), consumando assim a reconquista cristã da ilha de Maiorca.
- 1600 — Criação da Companhia Britânica das Índias Orientais.[2]
- 1660 — Jaime II da Inglaterra é nomeado duque da Normandia por Luís XIV da França.
- 1687 — Os primeiros huguenotes partem da França para o Cabo da Boa Esperança.
- 1757 — A imperatriz Isabel da Rússia emite seu ukaz incorporando Königsberg na Rússia.
- 1775 — Guerra de Independência dos Estados Unidos: Batalha de Quebec: as forças britânicas repelem um ataque do general do exército continental Richard Montgomery.
- 1790 — Efimeris, o mais antigo jornal grego cujas edições sobreviveram até hoje, é publicado pela primeira vez.
- 1831 — O Gramercy Park é entregue à cidade de Nova Iorque.
- 1853 — Um jantar é realizado dentro de um modelo em tamanho real de um iguanodonte criado por Benjamin Waterhouse Hawkins e Richard Owen no sul de Londres, Inglaterra.
- 1857 — A Rainha Vitória escolhe Ottawa, então uma pequena cidade madeireira, como capital da Província do Canadá.
- 1862 — Guerra civil americana: Abraham Lincoln assina um ato que admite a Virgínia Ocidental à União, dividindo assim a Virgínia em duas.
- 1878 — Karl Benz, trabalhando em Mannheim, Alemanha, solicita a patente de seu primeiro motor de dois tempos, a qual recebeu em 1879.
- 1879 — Thomas Edison demonstra pela primeira vez a lâmpada incandescente ao público, em Menlo Park, Nova Jersey.
- 1896 — O Teatro Amazonas é inaugurado pelo governador Fileto Pires Ferreira em Manaus.
- 1906 — Mozaffar ad-Din Shah Qajar assina a Constituição Persa de 1906, o Alcorão foi a base desta constituição, enquanto a constituição belga serviu como um modelo parcial para o documento.[3]
- 1918 — O Partido Comunista Alemão é fundado, unindo a Liga Espartaquista, liderada por Rosa Luxemburgo e Karl Liebknecht, e o grupo de Comunistas Internacionalistas da Alemanha.
- 1925 — Primeira edição da Corrida de São Silvestre em São Paulo, Brasil.
- 1942
  - USS Essex, primeiro porta-aviões de uma classe de 24 navios, é comissionado.
  - Segunda Guerra Mundial: a Marinha Real derrota a Kriegsmarine na Batalha do Mar de Barents. Isso leva à renúncia do Grande Almirante Erich Raeder um mês depois.
- 1944
  - Segunda Guerra Mundial: a Hungria declara guerra à Alemanha Nazista.
  - Segunda Guerra Mundial: Operação Nordwind, a última grande ofensiva da Wehrmacht na Frente Ocidental.
- 1946 — O presidente Harry S. Truman proclama oficialmente o fim das hostilidades na Segunda Guerra Mundial.
- 1951 — Guerra Fria: o Plano Marshall expira após a distribuição de mais de US$ 13,3 bilhões em ajuda externa para reconstruir a Europa Ocidental.
- 1955 — A General Motors torna-se a primeira corporação dos Estados Unidos a faturar mais de US$ 1 bilhão em um ano.
- 1963 — A Federação Centro-Africana entra oficialmente em colapso, tornando-se posteriormente Zâmbia, Malawi e Rodésia.
- 1964 — Fundação do Banco Central do Brasil e instituído o Conselho Monetário Nacional.
- 1965 — Jean-Bédel Bokassa, líder do exército da República Centro-Africana, e seus oficiais militares iniciam um golpe de Estado contra o governo do presidente David Dacko.
- 1968
  - Voo do primeiro avião comercial supersônico do mundo: o Tupolev Tu-144.
  - Última transmissão do Repórter Esso, primeiro noticiário do rádio brasileiro.
- 1975 — Christa Vahlensieck, vence a primeira prova feminina da Corrida de São Silvestre em São Paulo.
- 1978 — Ernesto Geisel envia emenda ao congresso para acabar com o AI-5.
- 1981 — Um golpe de estado em Gana remove o governo do presidente Hilla Limann e o substitui pelo Conselho Provisório de Defesa Nacional liderado pelo tenente de voo Jerry Rawlings.
- 1983 — Na Nigéria, um golpe de Estado liderado pelo major-general Muhammadu Buhari encerra a Segunda República da Nigéria.
- 1991 — Todas as instituições oficiais da União Soviética cessam suas operações até essa data cinco dias após a dissolução oficial da União Soviética.
- 1992 — A Tchecoslováquia é pacificamente dissolvida no que a mídia chama de Divórcio de Veludo, resultando na criação da República Tcheca e da República Eslovaca.
- 1994
  - Primeira Guerra da Chechênia: as Forças Armadas da Rússia iniciam o assalto a Grózni no Ano Novo.
  - 31 de dezembro é totalmente ignorado em Kiribati, pois as Ilhas Fénix e as Ilhas da Linha mudam os fusos horários de UTC-11h00 para UTC+13h00 e UTC-10h00 para UTC+14h00, respectivamente.
- 1998 — O Mecanismo Europeu de Taxas de Câmbio congela os valores das moedas herdadas da Zona Euro e estabelece o valor da moeda do euro.
- 1999
  - O governo dos Estados Unidos entrega o controle do Canal do Panamá (assim como toda a terra adjacente ao canal conhecida como Zona do Canal do Panamá) ao Panamá. Este ato obedeceu à assinatura dos Tratados Torrijos-Carter de 1977.
  - O primeiro presidente da Rússia, Boris Iéltsin, renuncia ao cargo, deixando o primeiro-ministro Vladimir Putin como presidente interino e sucessor.
- 2000 — Último dia do século XX e do segundo milênio.
- 2004 — Inauguração oficial do Taipei 101, o arranha-céu mais alto da época no mundo, com 509 metros de altura.
- 2009 — Ocorrência de uma lua azul e um eclipse lunar.
- 2011
  - A NASA consegue colocar em órbita o primeiro dos dois satélites de Gravidade e Laboratório Interior em órbita ao redor da Lua.
  - Samoa e Toquelau pulam o dia 30 de dezembro de 2011 ao passarem para o outro lado da Linha Internacional de Data, mudando seus fusos horários.[4]
- 2019 — A Organização Mundial de Saúde é informada de casos de pneumonia de causa desconhecida, detectados em Wuhan. Isso mais tarde acabou sendo nominado como COVID-19, a causa da pandemia de COVID-19.[5]
- 2020
  - A Organização Mundial da Saúde emite sua primeira validação de uso emergencial para uma vacina COVID-19.[6]
  - Fim do período de transição do Brexit.[7]
- 2023 — Em seu tradicional discurso de final de ano, a rainha Margrethe II anuncia a abdicação ao trono da Dinamarca após 52 anos de reinado em favor do filho Frederik.

## Nascimentos

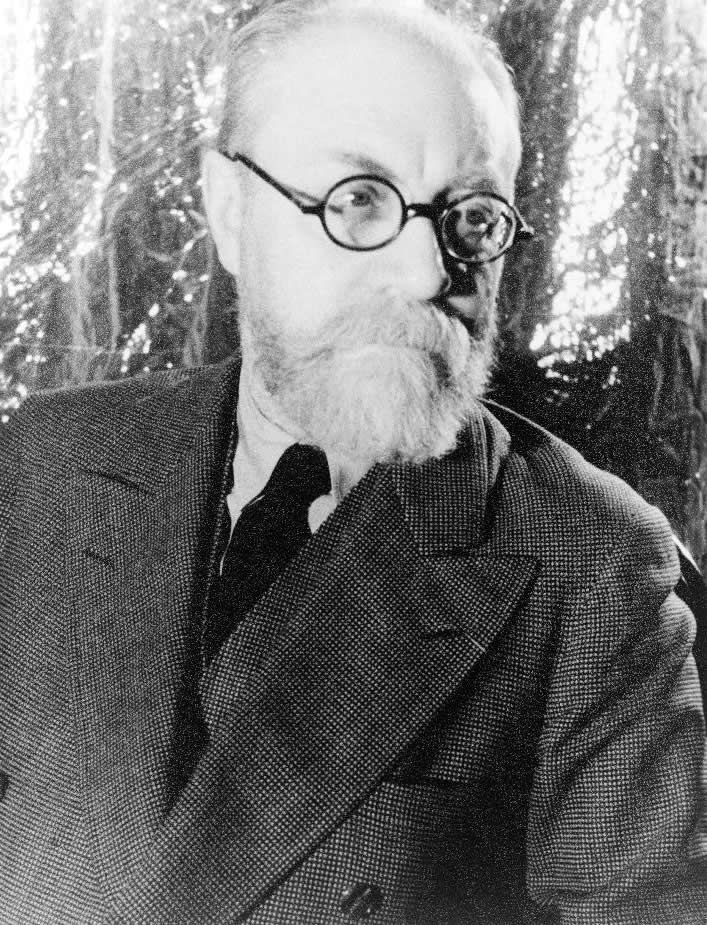
Henri Matisse

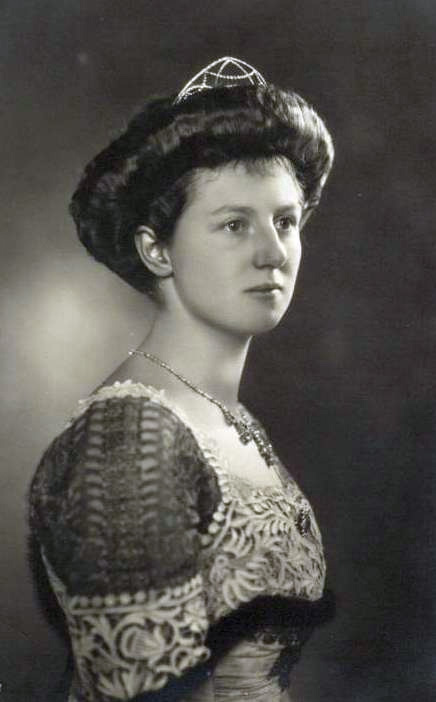
Vitória Adelaide de Eslésvico-Holsácia-Sonderburgo-Glucksburgo

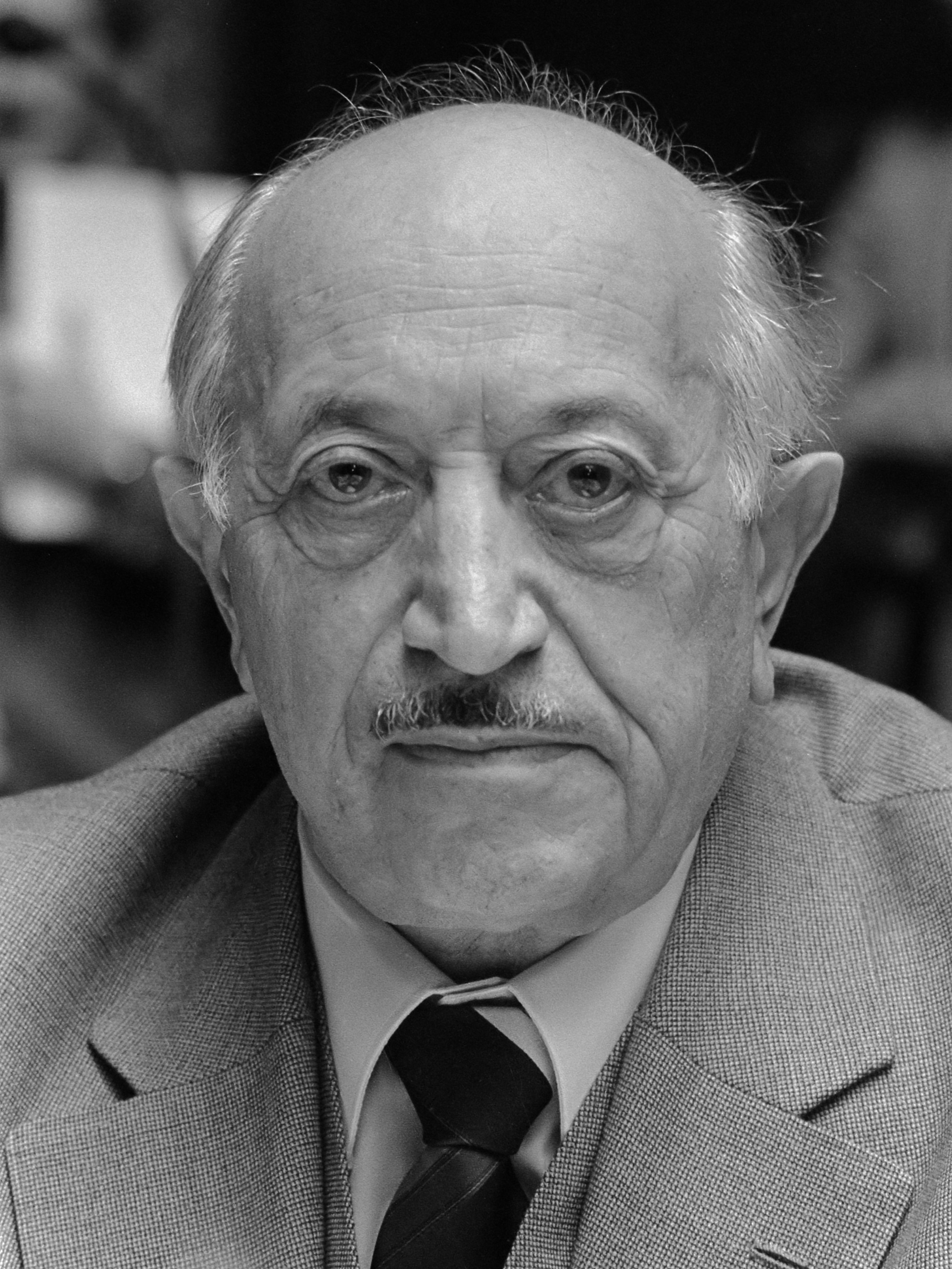
Simon Wiesenthal

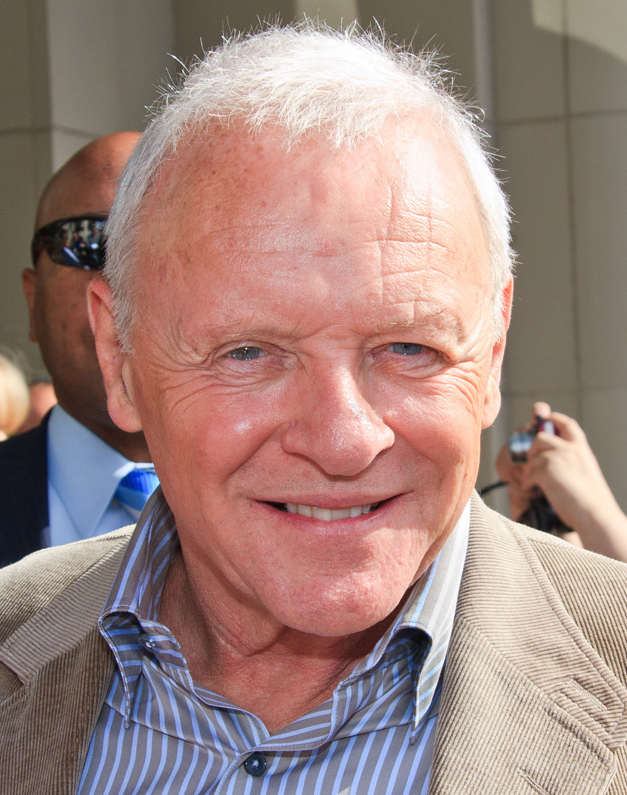
Anthony Hopkins

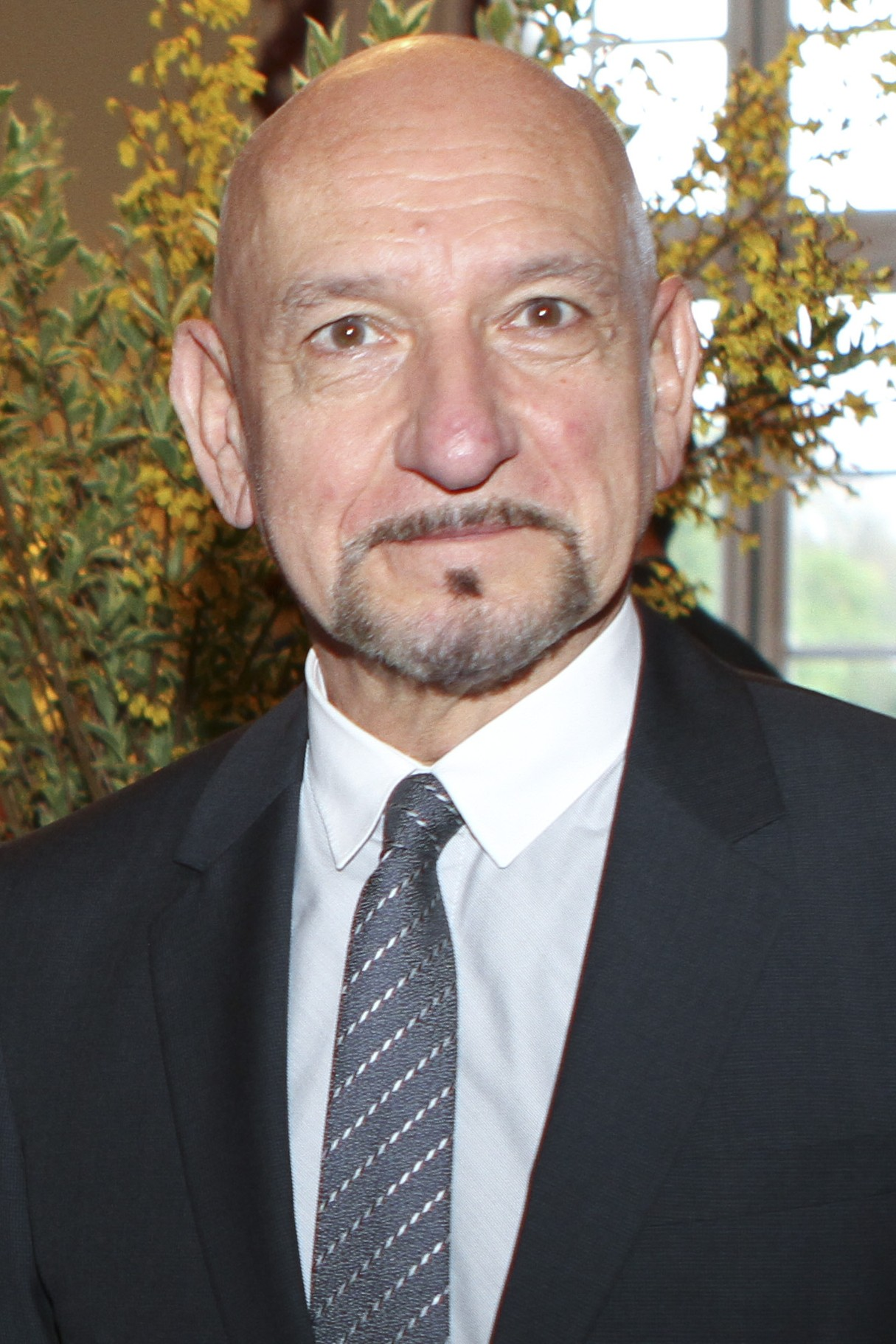
Ben Kingsley

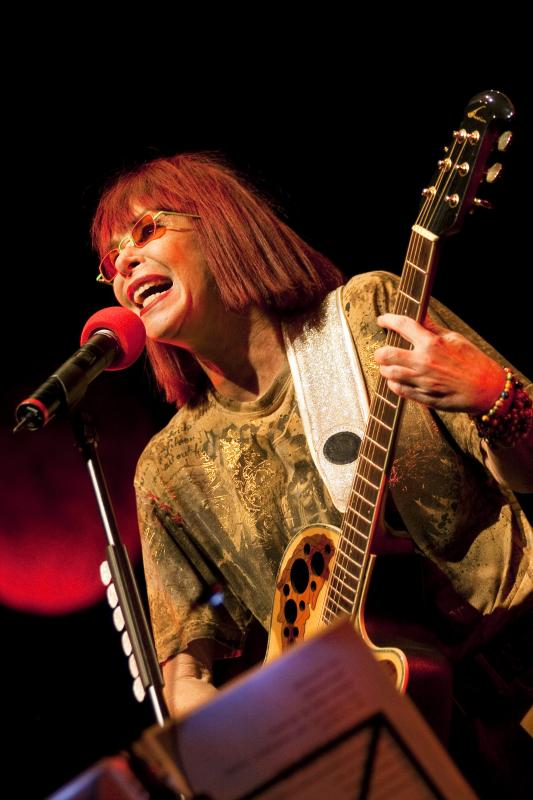
Rita Lee

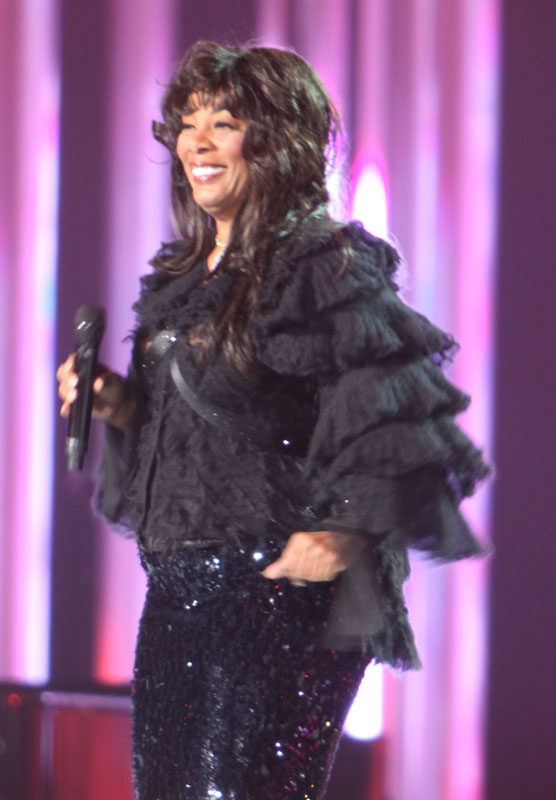
Donna Summer

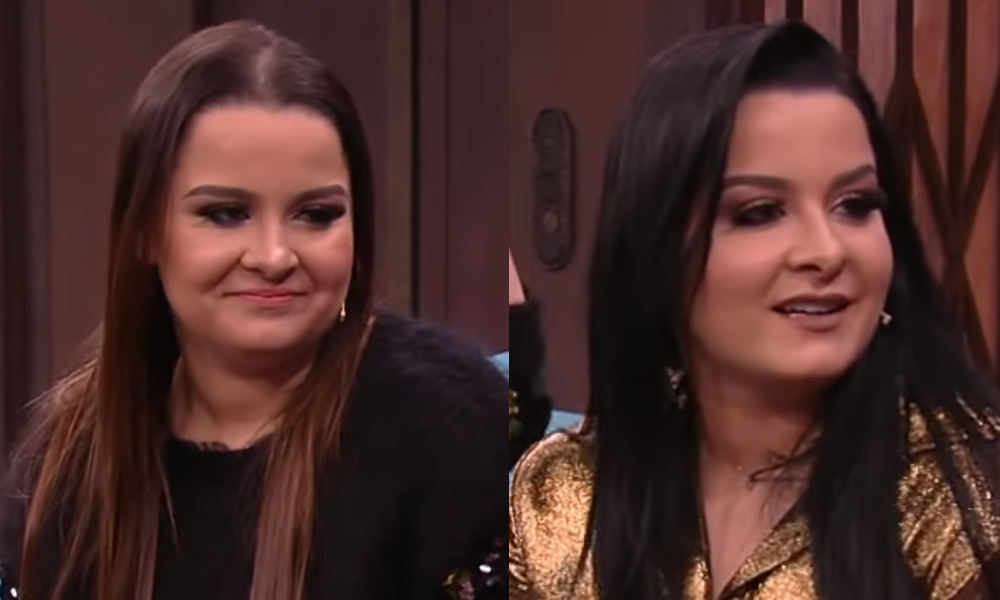
Maiara & Maraisa

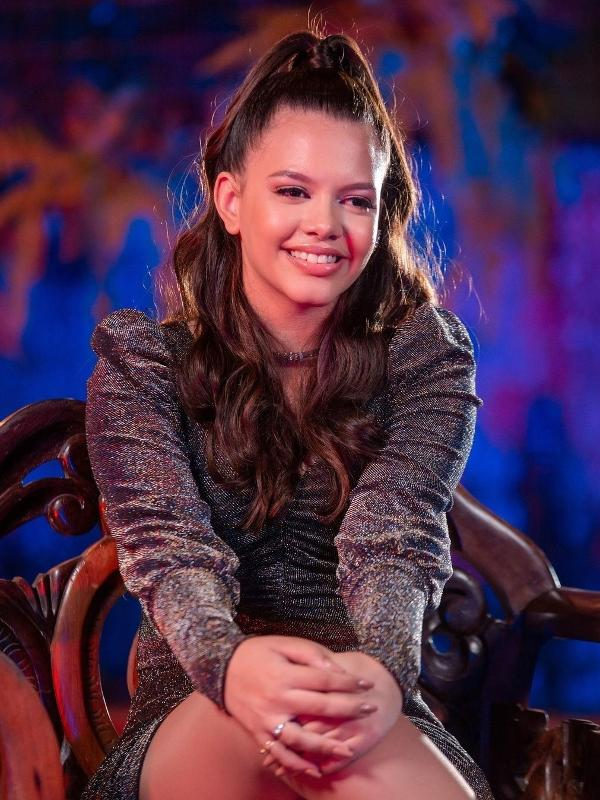
Brisa Star

### Anterior ao século XIX
- 1378 — Papa Calisto III (m. 1458).
- 1491 — Jacques Cartier, explorador francês (m. 1557).
- 1493 — Leonor Gonzaga, Duquesa de Urbino (m. 1570).
- 1504 — Beatriz de Portugal, Duquesa de Saboia (m. 1538).
- 1514 — Andreas Vesalius, anatomista belga (m. 1564).
- 1552 — Simon Forman, astrólogo inglês (m. 1611)
- 1569 — Ana de Médici (m. 1584).
- 1668 — Herman Boerhaave, médico, botânico e humanista neerlandês (m. 1738).
- 1720 — Carlos Eduardo Stuart, pretendente ao trono da Inglaterra e Escócia (m. 1788).
- 1738
  - Charles Cornwallis, general britânico (m. 1805).
  - Johann Hermann, médico francês (m. 1800).
- 1741 — Isabel de Parma, arquiduquesa consorte da Áustria (m. 1763).
- 1763 — Pierre Villeneuve, militar francês (m. 1806).
- 1769 — Silvestre Pinheiro Ferreira, filósofo português (m. 1846).

### Século XIX
- 1827 — José Cândido da Silva Murici, médico, político e militar brasileiro (m. 1879).
- 1842 — Giovanni Boldini, pintor italiano (m. 1931).
- 1851 — Henry Carter Adams, economista norte-americano (m. 1921).
- 1855 — Giovanni Pascoli, poeta italiano (m. 1912).
- 1857 — Wojciech Kossak, pintor polonês (m. 1942).
- 1860 — Manuel Lopes Rodrigues, pintor brasileiro (m. 1917).
- 1864 — George Willis Ritchey, físico estadunidense (m. 1945).
- 1869 — Henri Matisse, pintor francês (m. 1954).
- 1870 — Mbah Gotho, supercentenário indonésio (m. 2017).
- 1875 — Manuel Buíça, professor, militar e regicida português (m. 1908).
- 1877 — Lawrence Beesley, jornalista e escritor britânico (m. 1967).
- 1880 — George Marshall, general norte-americano (m. 1959).
- 1881 — Max Pechstein, pintor expressionista alemão (m. 1955).
- 1885 — Vitória Adelaide de Schleswig-Holstein, duquesa consorte de Saxe-Coburgo-Gota (m. 1970).
- 1896 — Carl Ludwig Siegel, matemático alemão (m. 1981).
- 1899 — Silvestre Revueltas, compositor mexicano (m. 1940).

### Século XX

#### 1901–1950
- 1901 — Rino Levi, arquiteto brasileiro (m. 1965).
- 1905
  - Arrelia, palhaço brasileiro (m. 2005).
  - Guy Mollet, político francês (m. 1975).
  - Jule Styne, compositor britânico (m. 1994).
- 1908 — Simon Wiesenthal, arquiteto austríaco (m. 2005).
- 1912 — Edgard de Vasconcelos Barros, professor e político brasileiro (m. 2003).
- 1916 — Douglas Northcott, matemático britânico (m. 2005).
- 1920 — Rex Allen, ator estadunidense (m. 1999).
- 1922 — Tito Costa, político, advogado e escritor brasileiro (m. 2023).
- 1928
  - Amadeu Meireles, radialista português (m. 2004).
  - Sture Allén, professor e especialista sueco (m. 2022).
  - Sergio Fubini, físico teórico italiano (m. 2005).
- 1931
  - Dalmo Dallari, jurista brasileiro (m. 2022).
  - Amir Banoo Karimi, professora e acadêmica iraniana (m. 2023).
- 1933 — Edward Bunker, escritor, roteirista e ator estadunidense (m. 2005).
- 1935 — Mario Moreno, futebolista chileno (m. 2005).
- 1937
  - Anthony Hopkins, ator britânico.
  - Avram Hershko, bioquímico israelense.
  - Paul Spiegel, jornalista alemão (m. 2006).
- 1938 — Saad Eddin Ibrahim, sociólogo egípcio (m. 2023).
- 1939 — Peter Camejo, político norte-americano (m. 2008).
- 1940 — José de Anchieta Fontana, futebolista brasileiro (m. 1980).
- 1941 — Alex Ferguson, treinador britânico de futebol.
- 1942 — Andy Summers, guitarrista britânico.
- 1943
  - Ben Kingsley, ator britânico.
  - John Denver, cantor e compositor norte-americano (m. 1997).
- 1944 — Neil Ross, dublador norte-americano.
- 1946 — Lyudmila Pakhomova, patinadora artística soviética (m. 1986).
- 1947
  - Rita Lee, cantora e compositora brasileira (m. 2023).
  - Tim Matheson, ator estadunidense.
- 1948 — Donna Summer, cantora estadunidense (m. 2012).
- 1950 — Naser Cheshm Azar, músico e compositor iraniano (m. 2018).

#### 1951–2000
- 1951
  - Tom Hamilton, baixista norte-americano.
  - Andranik Eskandarian, ex-futebolista iraniano.
- 1952
  - Richard Páez, treinador de futebol venezuelano.
  - Roberto Losan, radialista e apresentador brasileiro (m. 2005).
- 1953 — James Remar, ator e dublador americano.
- 1954
  - Hermann Tilke, arquiteto alemão.
  - Alex Salmond, político escocês (m. 2024).
- 1955 — Svante Stockselius, jornalista sueco.
- 1957 — Fabrizio Meoni, motociclista italiano (m. 2005).
- 1958 — Peter Hultqvist, político sueco.
- 1959 — Val Kilmer, ator estadunidense (m. 2025).
- 1960 — Steve Bruce, ex-futebolista inglês.
- 1961 — Jari Rantanen, ex-futebolista finlandês.
- 1962
  - Pedro Cardoso, ator brasileiro.
  - Nelsinho, ex-futebolista brasileiro.
- 1964 — Valentina Vargas, atriz chilena.
- 1965
  - Fernanda Porto, cantora brasileira.
  - Marcelo Yuka, músico e compositor brasileiro (m. 2019).
  - Nicholas Sparks, escritor estado-unidense.
  - Tony Dorigo, ex-futebolista britânico.
- 1966
  - Adam Rifkin, diretor, ator, produtor e roteirista norte-americano.
  - Bruce Ramsay, ator canadense.
- 1967 — Valdeir Celso Moreira, ex-futebolista brasileiro.
- 1968 — Luciano Szafir, ator brasileiro.
- 1969 — Javier Manjarín, ex-futebolista espanhol.
- 1970 — Driss Benzekri, ex-futebolista marroquino.
- 1971 — Diego Dorta, ex-futebolista uruguaio.
- 1972
  - Mathias Hain, ex-futebolista alemão.
  - Grégory Coupet, ex-futebolista francês.
- 1973 — Kai Hahto, músico finlandês.
- 1974
  - Tony Kanaan, automobilista brasileiro.
  - Mario Aerts, ciclista belga.
- 1975 — Toni Kuivasto, futebolista finlandês.
- 1976 — Chris Terrio, diretor e roteirista norte-americano.
- 1977
  - Kewullay Conteh, futebolista serra-leonês.
  - Psy, rapper coreano.
  - Donald Trump Jr., empresário norte-americano.
- 1978 — Tomomi Miyamoto, ex-futebolista japonesa.
- 1979
  - Elaine Cassidy, atriz irlandesa.
  - Neca, futebolista português.
- 1980
  - Bob Bryar, baterista estadunidense.
  - Fumie Suguri, patinadora japonesa.
  - Rosanne Mulholland, atriz brasileira.
  - Vinicius Karlinke, cantor brasileiro.
- 1981 — Tobias Rau, futebolista alemão.
- 1982 — Craig Gordon, futebolista escocês.
- 1983 — Jaqueline Carvalho, jogadora de vôlei brasileira.
- 1984
  - Paul Rodriguez, Skatista norte-americano.
  - Alejandra Lazcano, atriz mexicana.
  - Thelma Madrigal, atriz, bailarina e modelo mexicana.
- 1985 — Mulota Kabangu, futebolista congolês.
- 1986 — Emmanuel Koné, futebolista marfinense.
- 1987
  - Émilie Le Pennec, ginasta francesa.
  - Seydou Doumbia, futebolista marfinense.
  - Maiara & Maraísa, dupla sertaneja brasileira.
- 1988
  - Alain Traoré, futebolista burquinense.
  - Edvin Kanka Ćudić, ativista bósnio.
- 1989 — Tsvetan Sokolov, jogador de voleibol búlgaro.
- 1990 — Patrick Chan, patinador artístico canadense.
- 1991 — Bojana Jovanovski, tenista sérvia.
- 1992 — Amy Cure, ciclista de pista australiana.
- 1993 — Ryan Blaney, piloto de stock car americano.
- 1995
  - Gabrielle Douglas, ginasta estadunidense.
  - Nadia Parkes, atriz inglesa.
- 1996 — Raniele, futebolista brasileiro.
- 1997 — Ludovic Blas, futebolista francês.
- 1998 — Hunter Schafer, modelo, atriz e ativista estadunidense.
- 1999
  - Winfred Yavi, atleta bareinita.
  - Kim So-hee, cantora e dançarina sul-coreana.
  - Ellesse Andrews, desportista neozelandesa.
- 2000 — Logan Sargeant, automobilista estadunidense.

### Século XXI
- 2001 — Tomoru Honda, nadador japonês.
- 2007 — Brisa Star, cantora brasileira.

## Mortes

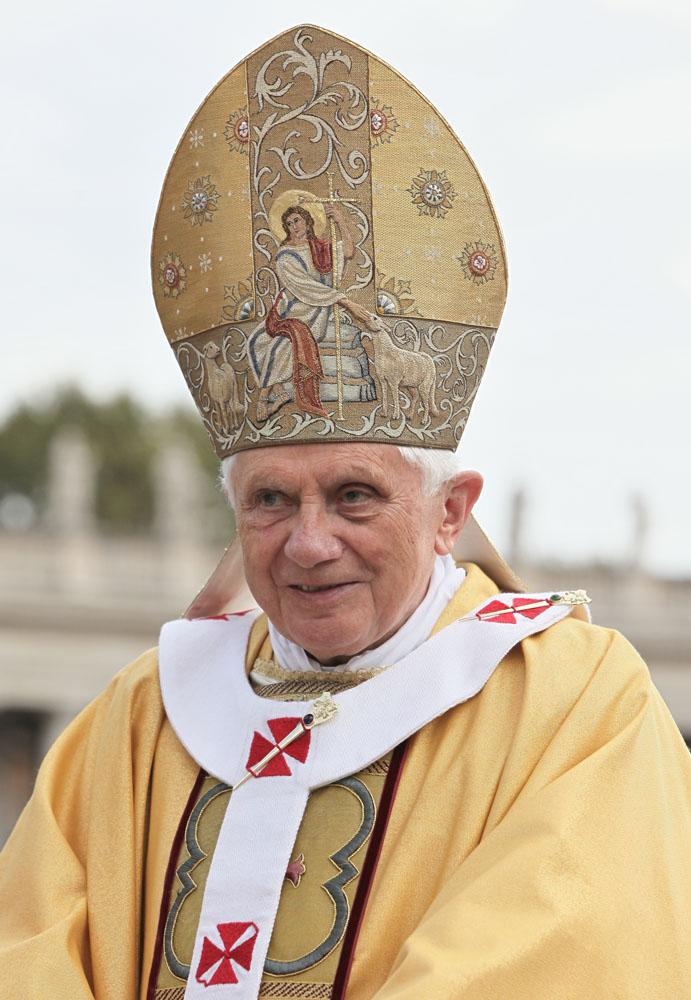
Papa Bento XVI

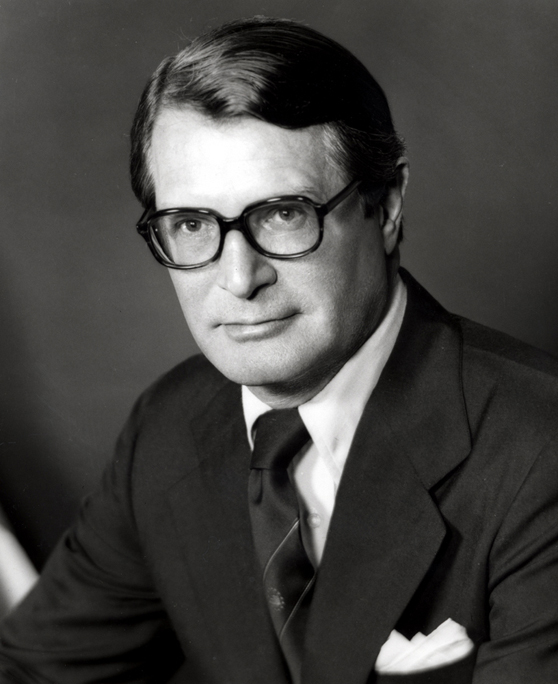
Elliot Richardson

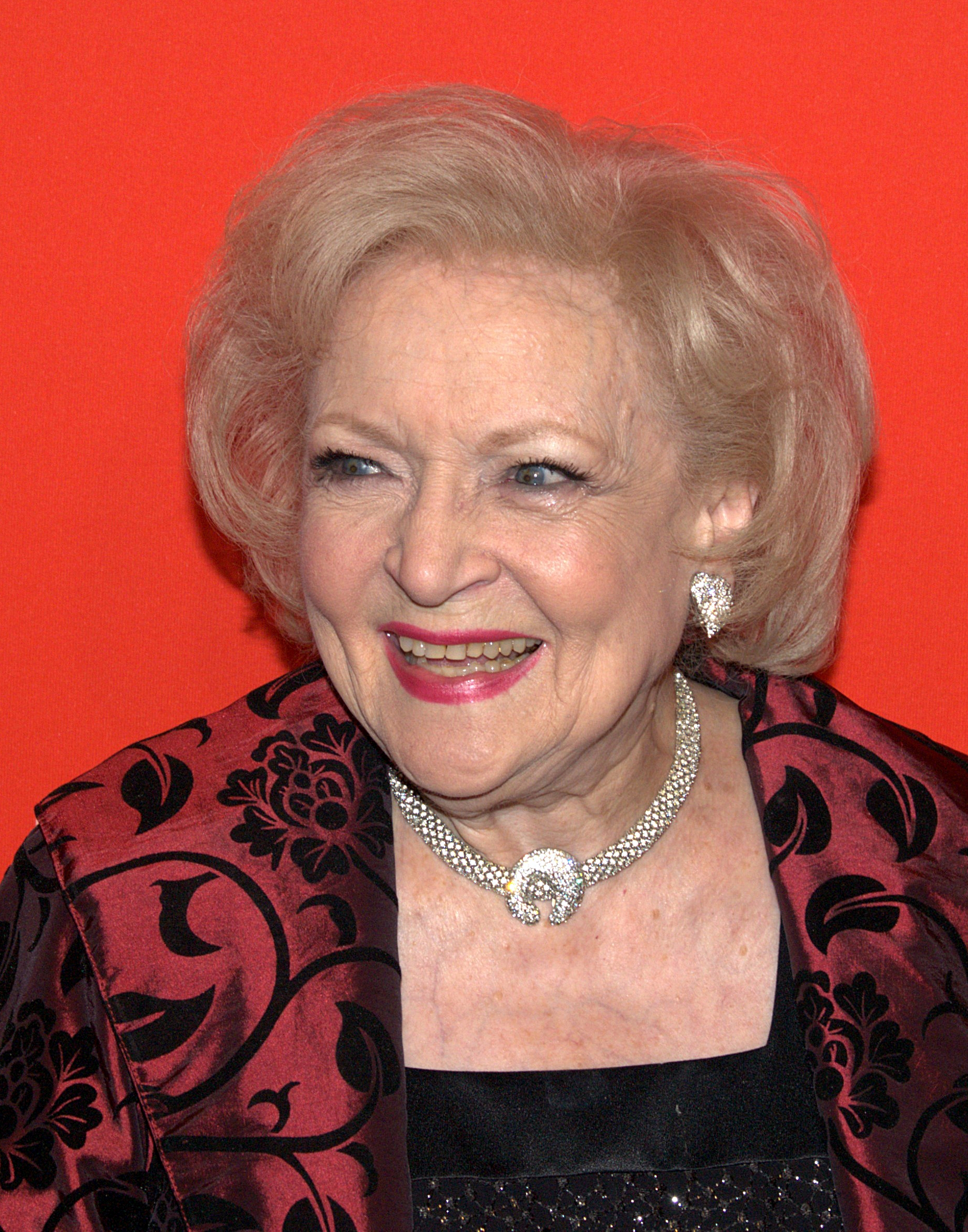
Betty White

### Anterior ao século XIX
- 45 a.C. — Quinto Fábio Máximo, cônsul romano (n. ?).
- 0192 — Cômodo, imperador romano (n. 161).
- 0335 — Papa Silvestre I (n. 285).
- 1194 — Leopoldo V, duque da Áustria (n. 1157).
- 1302 — Frederico III da Lorena, duque da Lorena (n. 1238).
- 1384 — John Wycliffe, teólogo inglês (n. 1328).
- 1386 — Joana da Baviera, rainha da Germânia e Boêmia (n. ?).
- 1426 — Thomas Beaufort, Primeiro Duque de Exeter (n. 1377).
- 1439 — Margarida Holland, condessa consorte inglesa (n. 1385).
- 1510 — Branca Maria Sforza, imperatriz e rainha da Germânia (n. 1472).
- 1536 — Margarete Eriksdotter Wasa, nobre sueca (n. 1497).
- 1556 — Pontormo, pintor italiano (n. 1494).
- 1610 — Ludolph van Ceulen, matemático alemão (n. 1540).
- 1640 — Jean-François Régis, sacerdote francês (n. 1597).
- 1650 — Dorgon, imperador chinês (n. 1612).
- 1679 — Giovanni Alfonso Borelli, físico e matemático italiano (n. 1608).
- 1691
  - Robert Boyle, físico inglês (n. 1627).
  - Dudley North, político inglês (n. 1641).
- 1705 — Catarina de Bragança, rainha consorte da Inglaterra, Escócia e Irlanda (n. 1638).
- 1719 — John Flamsteed, astrônomo britânico (n. 1646).
- 1742 — Carlos III Filipe, Eleitor Palatino (n. 1661).
- 1753 — Alexandre de Gusmão, diplomata luso-brasileiro (n 1695.
- 1775 — Richard Montgomery, soldado irlandês (n. 1737).
- 1799 — Louis Daubenton, naturalista francês (n. 1716).

### Século XIX
- 1834 — João Batista Gonçalves Campos cônego e jornalista brasileiro (n. 1782).
- 1840 — Christian Rudolph Wilhelm Wiedemann, historiador, médico e escritor alemão (n. 1770).
- 1847 — Adelaide de Orleães (n. 1777).
- 1859 — Francisco de Paula Ferreira da Costa, escritor memorialista português (n. 1788)
- 1864 — George M. Dallas, político estadunidense (n. 1792).
- 1872 — Aleksis Kivi, escritor e dramaturgo finlandês (n. 1834).
- 1876 — Catarina Labouré, freira e santa francesa (n. 1806).
- 1877 — Gustave Courbet, pintor francês (n. 1819).
- 1879 — George S. Houston, político estadunidense (n. 1811).
- 1880 — Arnold Ruge, filósofo, escritor e político alemão (n. 1802).
- 1889 — Ernest Saint-Charles Cosson, botânico francês (n. 1819).
- 1891 — Samuel Ajayi Crowther, bispo nigeriano (n. 1809).
- 1894 — Thomas Joannes Stieltjes, matemático e acadêmico neerlandês (n. 1856).
- 1895 — Pierre Jean Marie Delavay, missionário, botânico e explorador francês (n. 1834).
- 1900 — Oscar Alin, historiador e político sueco (n. 1846).

### Século XX
- 1902 — Cándido López, pintor argentino (n. 1840).
- 1913 — Seth Carlo Chandler, astrônomo estadunidense (n. 1846).
- 1916 — René Schützenberger, pintor francês (n. 1860).
- 1923
  - Édouard Jean-Marie Stephan, astrônomo francês (n. 1837).
  - Roberto de Mesquita, poeta português (n. 1871).
- 1936 — Miguel de Unamuno, escritor e filósofo espanhol (n. 1864).
- 1948 — Otávio Kelly, magistrado e escritor brasileiro (n. 1878).
- 1950 — Karl Renner, político austríaco (n. 1870)
- 1951 — Maxim Litvinov, político e diplomata russo (n. 1876)
- 1961 — Péricles, cartunista brasileiro (n. 1924).
- 1962 — Charles Galton Darwin, físico inglês (n. 1887).
- 1970
  - Lorine Niedecker, poeta estadunidense (n. 1903).
  - Cyril Scott, compositor e poeta inglês (n. 1879)
- 1972 — Roberto Clemente, beisebolista porto-riquenho (n. 1934).
- 1973
  - José Ferreira da Silva, político, historiador e jornalista brasileiro (n. 1897).
  - Edward Sutherland, cineasta norte-americano (n. 1895).
- 1974 — Teodoro Aragón Foureaux, palhaço espanhol (n. 1885).
- 1975 — João Pinto da Costa Leite, político português (n. 1905).
- 1978 — Nicolau dos Reis Lobato, político timorense (n. 1946).
- 1979 — Brunilde Júdice, atriz ítalo-portuguesa (m. 1898).
- 1980 — Marshall McLuhan, filósofo e teórico da comunicação canadense (n. 1911).
- 1982 — Kurt Otto Friedrichs, matemático alemão (n. 1907).
- 1985
  - Ricky Nelson, cantor estadunidense (n. 1940).
  - Gabriel d'Aubarède, jornalista e escritor francês (n.  1898).
- 1988 — Yara Amaral, atriz brasileira (n. 1936).
- 1989
  - Gerhard Schröder, diplomata alemão (n. 1910).
  - Mihály Lantos, futebolista húngaro (n. 1927).
- 1990
  - Luísa Constantina, escultora portuguesa (n. 1941).
  - Vasili Lazarev, cosmonauta soviético (n. 1928).
- 1993 — Brandon Teena, homem transgênero americano assassinado (n. 1972).
- 1995 — Abgar Renault, professor e poeta brasileiro (n. 1901).
- 1997 — Capiba, músico brasileiro (n. 1904).
- 1999 — Elliot Richardson, ex-secretário de segurança dos Estados Unidos (n. 1920).
- 2000 — Carolina Cardoso de Menezes, cantora brasileira (n. 1913).

### Século XXI
- 2001 — Eileen Heckart, atriz estadunidense (n.  1919).
- 2003 — Béla Kárpáti, futebolista húngaro (n. 1929).
- 2004 — Gérard Debreu, economista francês (n. 1921).
- 2005
  - Aleksandr Silayev, atleta russo (n. 1928).
  - Askold Ivanovitch Vinogradov, matemático russo (n. 1929).
- 2006
  - João Bethencourt, diretor brasileiro (n. 1924).
  - Seymour Martin Lipset, sociólogo estadunidense (n. 1922).
- 2007 — Robinho Pinga, criminoso brasileiro (n. 1974) .
- 2008
  - Fábio Sabag, ator, diretor e produtor brasileiro (n. 1931).
  - Meire Pavão, cantora brasileira (n. 1948).
  - Premjit Lall, tenista indiano (n. 1940).
- 2009 — Mikhail Vartanov, cineasta russo (n. 1937).
- 2011
  - Carlos Donazar Calvete, futebolista brasileiro (n. 1926).
  - Juca Show, futebolista brasileiro (n. 1944).
  - Mário Pereira, futebolista brasileiro (n. 1914).
- 2012 — António Alves Marques Júnior, militar e político português (n. 1946).
- 2013 — James Avery, ator e dublador norte-americano (n. 1945).
- 2014
  - Arthur Wellesley, 8.° Duque de Wellington, nobre britânico (n. 1915).
  - Edward Herrmann, ator norte-americano (n. 1943).
  - Omar Karami, político libanês (n. 1934).
- 2015
  - Natalie Cole, cantora norte-americana (n. 1950).
  - Steve Gohouri, futebolista marfinense (n. 1981).
  - Wayne Rogers, ator norte-americano (n. 1933).
- 2016
  - Adílson Maghá, ator brasileiro (n. 1948).
  - Sérgio Grando, político brasileiro (n. 1947).
- 2017 — Luiz de Castro, cantor e compositor brasileiro (n. 1936).
- 2018
  - Etty Fraser, atriz brasileira (n. 1931).
  - Joaquim Bastinhas, cavaleiro tauromáquico português (n. 1956).
- 2019
  - Djimrangar Dadnadji, político chadiano (n. 1954).
  - Hansgerd Schulte, germanista alemão (n. 1932).
  - Juliano Cezar, cantor brasileiro (n. 1961).
- 2020 — Dick Thornburgh, advogado estadunidense (n. 1932).
- 2021
  - Betty White, atriz e comediante estadunidense (n. 1922).
  - Juan Figer, empresário uruguaio (n. 1934).
  - Lino Rossi, escritor e jornalista brasileiro (n. 1957).
- 2022
  - Alberto Sampaio da Nóvoa, ministro português (n. 1927).
  - Papa Bento XVI (n. 1927)
- 2023
  - Ana Ofelia Murguía, atriz mexicana (n. 1933).
  - Melissa Hoskins, ciclista australiana (n. 1991).
  - Cale Yarborough, automobilista e empresário estadunidense (n. 1939).
  - Amir Banoo Karimi, professora e acadêmica iraniana (n. 1931).
- 2024 — Angelo Amato, cardeal católico italiano (n. 1938).

## Feriados e eventos cíclicos
- Corrida de São Silvestre
- Noite de São Silvestre ou Véspera de Ano Novo, nos países que adotam o calendário gregoriano
- Aniversário de Duque de Caxias, Rio de Janeiro
- Aniversário de Itinga, Minas Gerais
- Aniversário de José da Penha, Rio Grande do Norte
- Aniversário de São João da Ponte, Minas Gerais
- Aniversário de Lontras, Santa Catarina
- Aniversário de Unaí, Minas Gerais
- Aniversário de Cordeiro, Rio de Janeiro

### Cristianismo
- Comba de Sens
- Mário de Avenches
- Melânia, a Jovem
- Papa Silvestre I
- Véspera de ano-novo

## Outros calendários
- No calendário romano era o dia da véspera das calendas de janeiro.
- No calendário litúrgico tem a letra dominical A para o dia da semana.
- No calendário gregoriano a epacta do dia é 19 ou xx.